# Yaksha

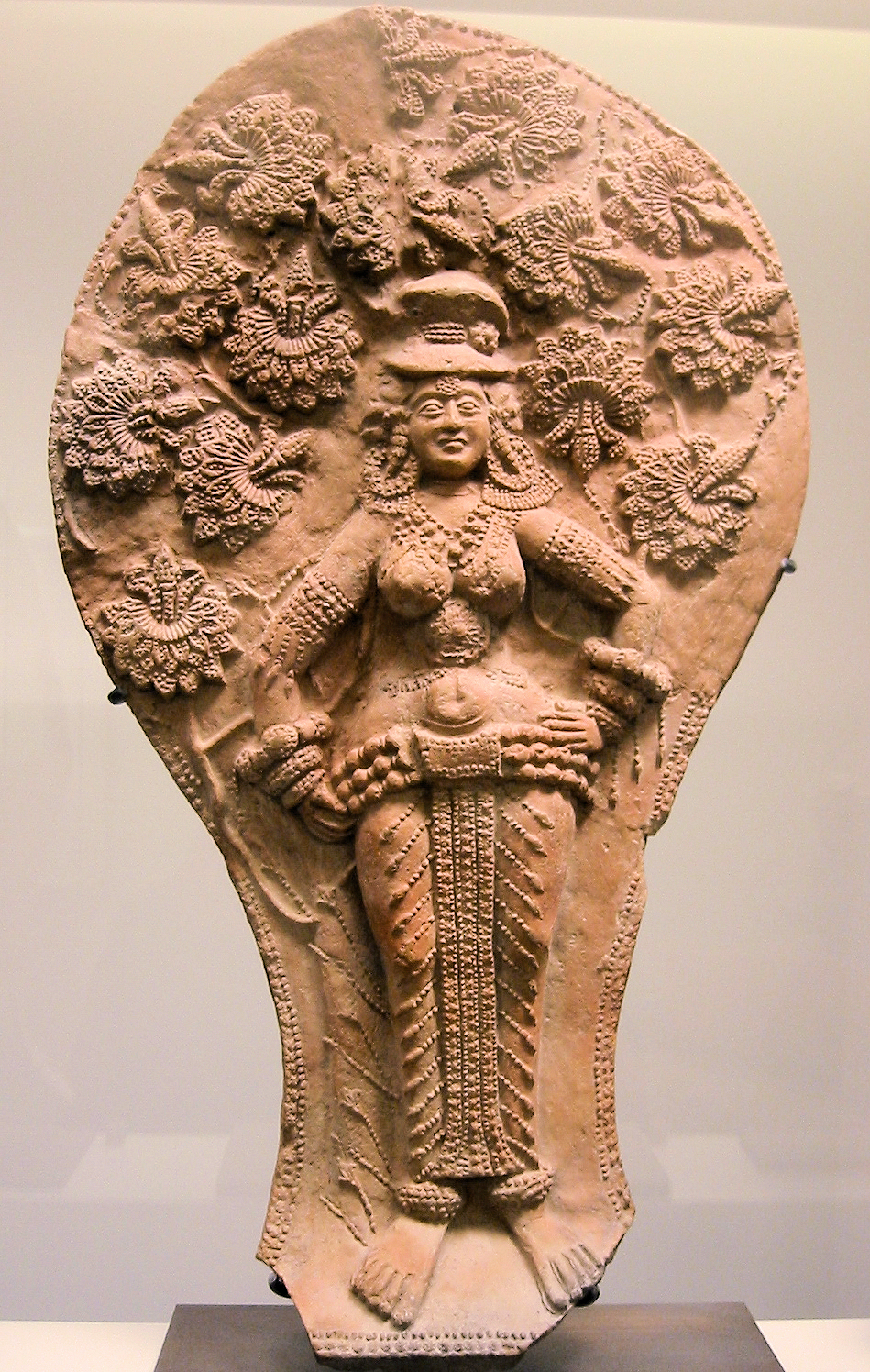
Yakshi aus der Shunga-Zeit

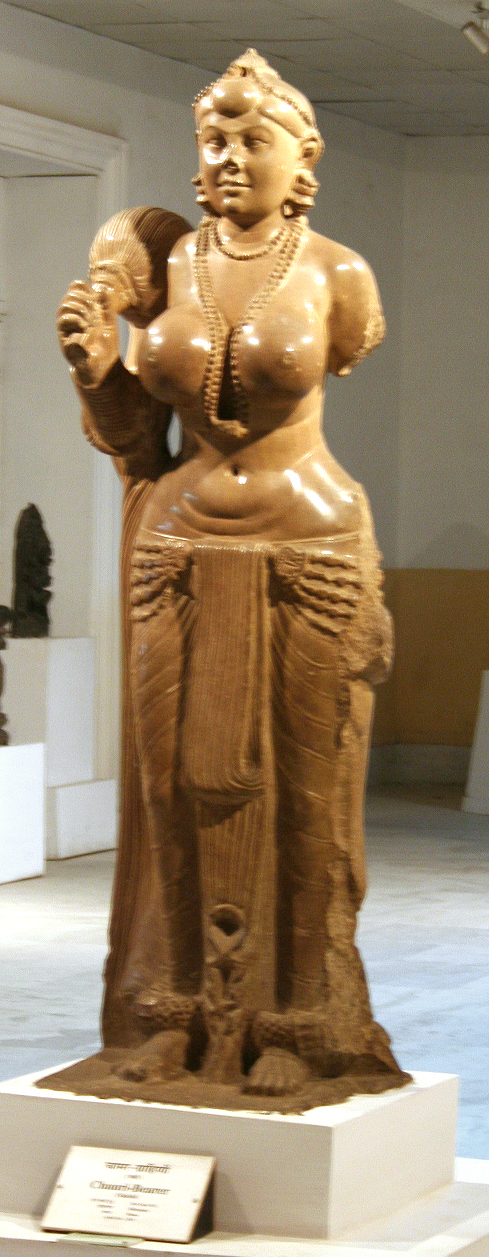
Yakshini aus der Maurya-Zeit

Yaksha (Sanskrit यक्ष yakṣa; Pali: Yakkha) ist die Bezeichnung einer weitläufigen Klasse von Naturgeistern oder Göttern niederen Ranges (Sanskrit upa-devas oder devas) im Hinduismus und Buddhismus. Die weibliche Form dieser Wesen wird Yakshi (Yakṣī/Yakkhī) oder Yakshini (Yakṣiṇī/Yakkhinī) genannt.
Sie gelten als Hüter von in der Erde verborgenen Schätzen und werden daher zum Anhang von Kubera, dem Gott des Reichtums, gezählt. Yakshi ist auch der Name der Frau Kuberas.

## Erscheinungsformen

### Indische Mythologie
Gemäß der hinduistischen und buddhistischen Mythologie gibt es verschiedene Formen der Yakshas. Einerseits wird als Yaksha ein Wesen bezeichnet, das speziell mit den Bäumen und Bergen verbunden ist. Andererseits werden als Yakshas auch dämonische Figuren bezeichnet, die in der Wildnis hausen (typischerweise in freistehenden Bäumen auf verlassenen Ebenen) und Reisenden  Probleme bereiten können.
Yakshas werden oft mit dicken Bäuchen dargestellt, Yahshinis als verführerische Frauen mit üppigen Brüsten. Dies ist ein Zeichen ihrer hohen Menge an Qi oder Prana, welches sie in sich tragen. Bekannter und oft gezeigter Vertreter ist der Reichtumsgott Ganesha. Diese gewaltige Speicherung von Qi oder Prana macht sie so kraftvoll und gibt ihnen die Kontrolle über alles, was mit Überfluss und Vermehrung in Verbindung gebracht wird (Fruchtbarkeit von Feldern oder Tieren, Vermehrung von Reichtum etc.).
Einen vergleichbaren Rang im Götterhimmel besitzen die Apsaras, Gandharvas und Vidyadharas. Von yaksha und gana („Lied“) hat das südindische Tanztheater Yakshagana seinen Namen.
Im indischen Epos Mahabharata ist von Vaishravana die Rede (Pali-Kanon: Vessavaṇa), der sich von einem dunkeln Wesen in Kumbhīra wandelt und als Beschützer verehrt wird.
Ein zu den Yakshinis gehörender weiblicher Baumgeist ist die Salabhanjika, die als Biegerin des Salbaums dargestellt wird.

### Thailändische Mythologie
In der thailändischen Mythologie haben Yakshas (thailändisch ยักข์ auch ยักษ์, gesprochen: [ják], häufig übersetzt als Riese) eine große Bedeutung. Sie werden bereits im 14. Jahrhundert im ersten großen Werk der thailändischen Literatur erwähnt, dem Traibhumikatha (in Thai: ไตรภูมิกถา, Predigt über die drei Welten, später bekannt unter Traiphum Phra Ruang): Sie dienen dem Gott Indra in Indras Himmel, welcher sich auf der Spitze des Berges Meru in Der Welt der Sinnlichkeit (Kamaphum) oberhalb der Region der Menschen in der Region der Devata befindet. Hier werden sie als die 28 Yaksha-Könige bezeichnet, die in Kriegsrüstung den Gott beraten. Eine weitere Armee von Yaks bewachen außerdem die Edelsteinpaläste der Devatas.
Auch in der thailändischen Kunst sind Yakshas häufig vertreten. Am bekanntesten ist das Ramakian, das altindische Epos vom Kampf der Guten (Prinz Rama) gegen die Bösen (die Yakshas, die unter König Thotsakan, dem „Zehnköpfigen“ auf der Insel Lanka leben). Episoden aus dem Ramakian werden regelmäßig im Khon-Maskentanz auf den Bühnen des Landes und seltener im Schattenspiel Nang Yai aufgeführt; sie sind auf Wandmalereien (zum Beispiel im Wat Phra Kaeo in Bangkok) und Reliefs (152-teiliges Relief entlang der Umfassungsmauer des Ubosot im Wat Pho, Bangkok) verewigt. Lebensgroße Yakshas bewachen paarweise die Eingänge zu wichtigen Tempeln (Wat) des Landes.

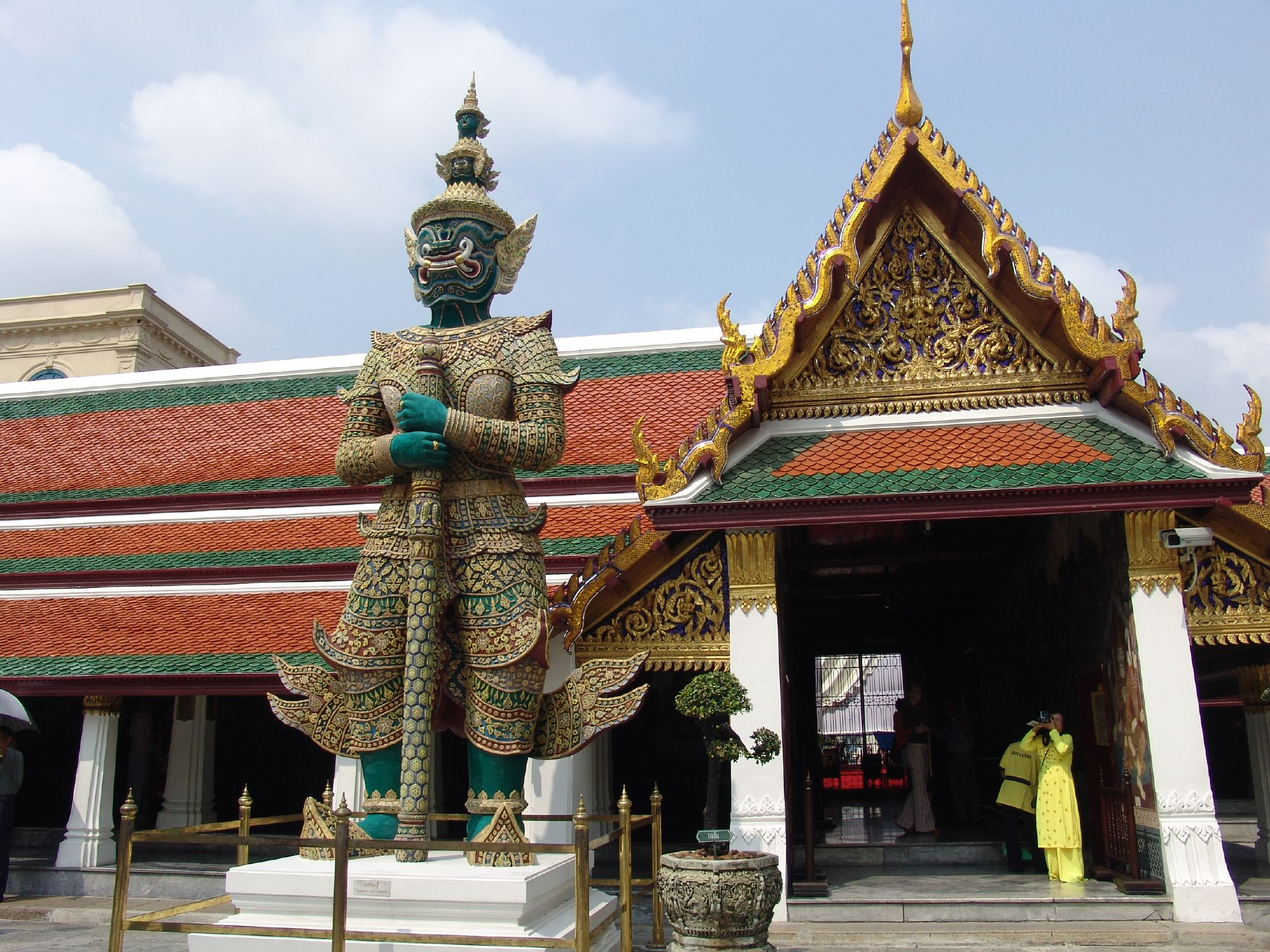
Einer von 12 Yaks, Wächter im Wat Phra Kaeo, Bangkok
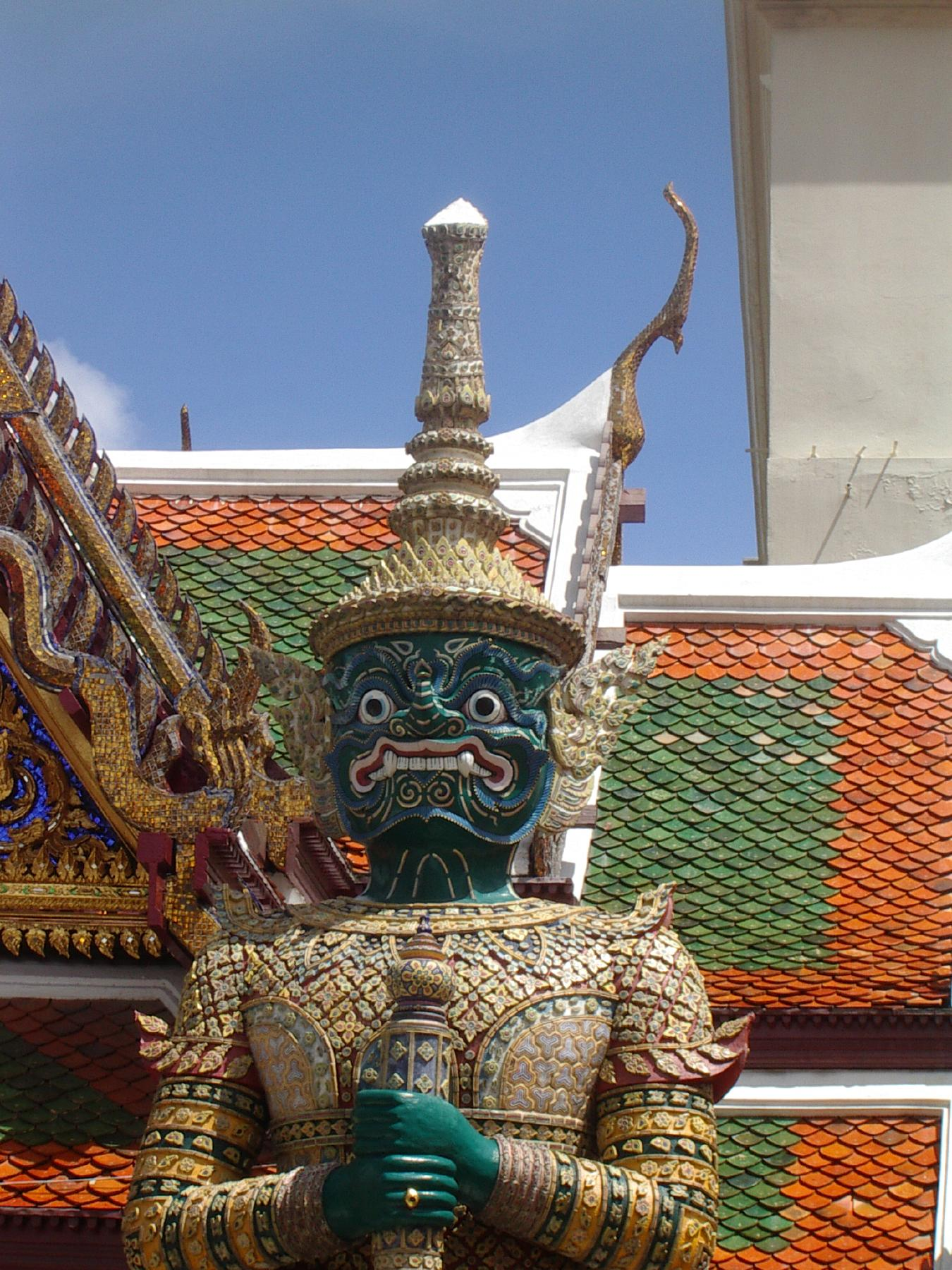
Detail von „Indrajit“, Wächter des östlichen Eingangs zum Wat Phra Kaeo
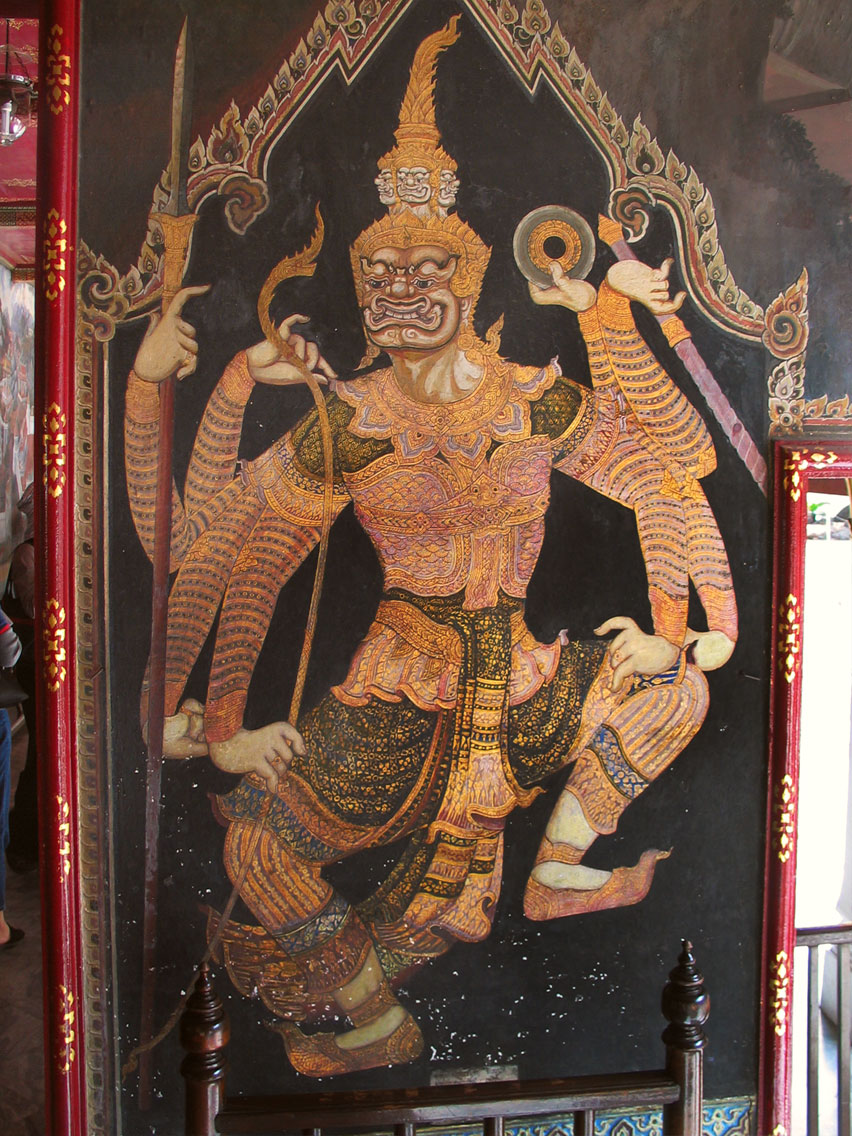
Thotsakan – zehnköpfiger König der Yakshas von Lanka und stärkster Widersacher von Prinz Rama
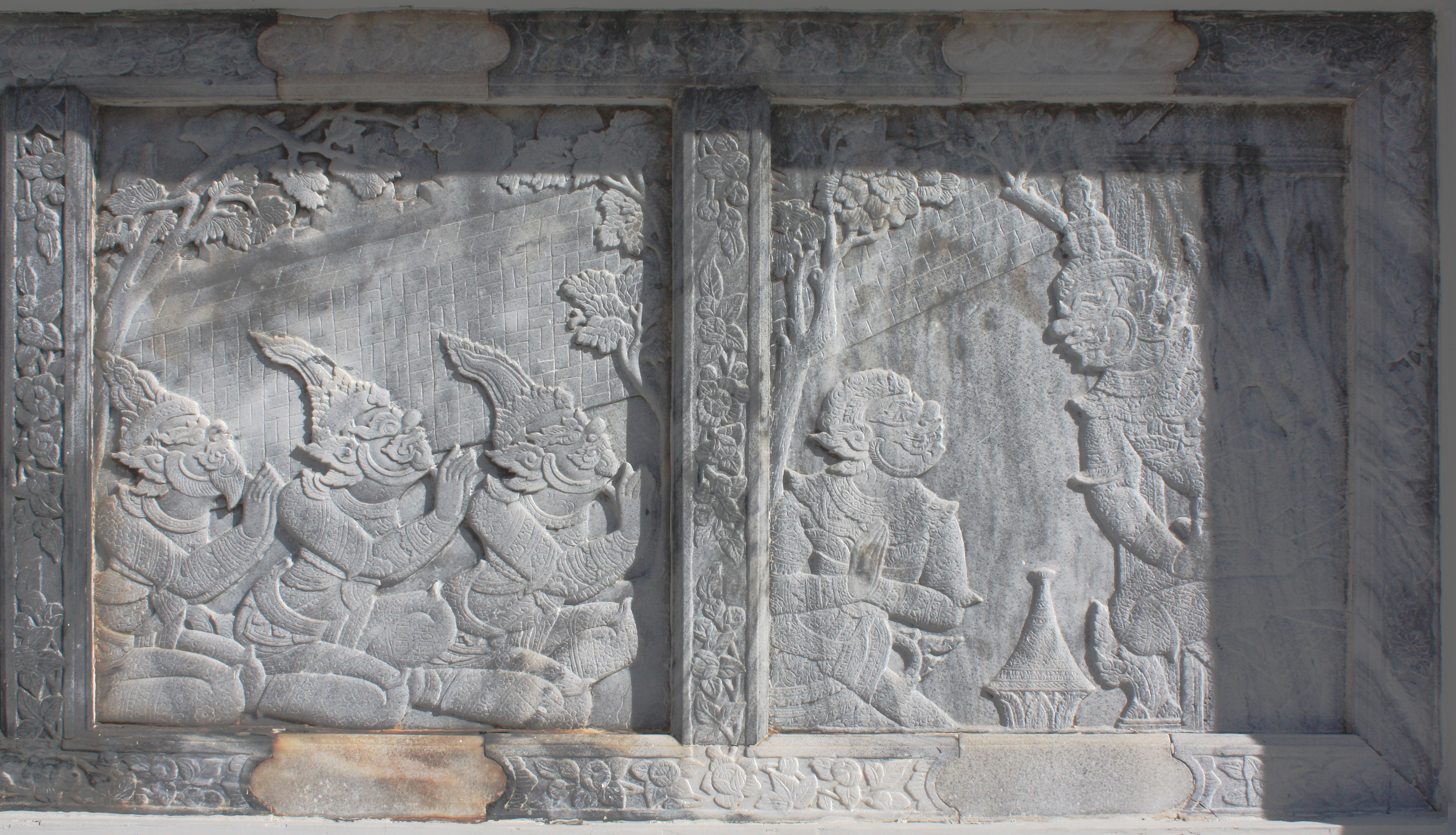
Thotsakan und Gefolgsleute: Wat Pho, Bangkok

### Indonesien
Im indonesischen Schattenspiel Wayang kulit hat sich die hinduistische Tradition unter islamischem Einfluss erhalten. Die zentrale Spielfigur, der zur Eröffnung aufgestellte Gunungan, zeigt im unteren Bereich ein Portal, das seitlich von zwei Yakshas bewacht wird, die hier furchterregende Dämonen der Unterwelt verkörpern.

### China, Japan, Myanmar, Tibet
In anderen buddhistischen Ländern nennt man Yakshas auch chinesisch 夜叉, Pinyin yèchā, Jyutping je6caa1; japanisch 夜叉, kana やしゃ, Romaji yasha; birmanisch ba-lu und tibetisch གནོད་སྦྱིན་ Wylie gnod sbyin. In der buddhistischen Mythologie Japans wird als Yaksha auch ein Gefährte von Bishamon bezeichnet, dem Wächter des nördlichen Quadranten, eine gute Gottheit, die die Rechtschaffenen beschützt. Die Bezeichnung kann sich auch auf die zwölf Himmlischen Generäle beziehen, die den Medizin-Buddha beschützen.